# Lasioglossum salinum
Lasioglossum salinum là một loài Hymenoptera trong họ Halictidae. Loài này được Morawitz mô tả khoa học năm 1876.